# Іщенко Андрій Венедиктович
Іщенко Андрій Венедиктович (Ishchenko Andriy Venedyctovych, Ищенко Андрей Венедиктович) (20 серпня 1937, с. Ободівка — 2 червня 2005, Київ) — український оперний співак (тенор), соліст Київського оперного театру, Заслужений артист УРСР.

## Біографія
Народився 20 серпня 1937 року в с. Ободівка, Вінницької області, Тростянецького району.

У 1959—1965 роках навчався у Київській консерваторії в класі Римми Андріївни Разумової.

У 1964—1985 роках — соліст Київського театру опери та балету.

У 1968 році отримав звання Заслуженого артиста УРСР.

У 1985 році залишив сцену за станом здоров'я.

У 1986 по 1988 роках — викладач кафедри теорії та методики постановки голосу Київського педагогічного інституту ім. Драгоманова.

З 1988 по 1991 роки — завідувач кафедри теорії та методики постановки голосу Київського педагогічного інституту ім. Драгоманова.
Родина: дружина — Іщенко (Щербіна) Віра Миколаївна (25.10.44 р.н.), концертмейстер Оперної студії Київської консерваторії. Діти: дочка — Іщенко Олександра Андріївна (29.07.1965 р.н.), син — Іщенко Максим Андрійович (20.03.1968 р.н.).
Онуки: Іщенко Єлізавета Максимівна (18.09.1992 р.н.) та Іщенко Ілля Сергійович (15.11.1993 р.н.)
Помер 2 червня 2005 року після тривалої хвороби. Похований на Совському кладовищі м. Києва.

## Репертуар
- Денис, опера «Купальна іскра», Б. Підгорецького, 1963.
- Маріо Каварадоссі, опера «Тоска» (Tosca) Дж. Пуччіні, 1965[6].
- Лєнський, опера «Євгеній Онєгін» П. І. Чайковського.
- Альфред, опера «Травіата» Дж. Верді.
- Вертер, опера «Вертер» Ж. Массне.
- Едгар, Артур, опера «Лючія ді Ламмермур» Г. Доніцетті.
- Герман Аріозо, опера «Пікова дама» П. Чайковського, (1966).
- Василь, опера «Милана» Г. Майбороди, 1967.[7]
- Богун, опера «Богдан Хмельницький» К. Данькевича, 1967.[8]
- Петро, опера «Наталка Полтавка» М. Лисенка, 1967.[9]
- Гнат, опера «Полководець» Б. Лятошинського 1970.
- Кавалер де Гріє, опера «Манон» Ж. Массне, 1975.

Також виконував естрадні та народні українські, російські та неаполітанські пісні.

## На телеекрані
- Художній фільм «Театр и поклонники», 1967.[10]
- Телефільм «Мастера искусств Украины», 1970.
- Художній фільм «Смеханические приключения Тарапуньки и Штепселя», 1970.[11]
- Документальний фільм «Мой папа — оперный певец», 2011.[12]

## Аудіозаписи та відеозаписи
- «Пливе моя душа»[13] Пам'яті Андрія Іщенка (До 70-річчя з дня народження)(DVD+CD) 2007.